# Bến Thủy (thị xã)
Thị xã Bến Thủy là một địa danh hành chính cũ tại thành phố Vinh, Nghệ An. Mặc dù có lịch sử hình thành lâu đời, tuy nhiên thị xã Bến Thủy chỉ tồn tại với tư cách địa danh hành chính chỉ trong 13 năm (1914-1927) trước khi trở thành một bộ phận của thành phố Vinh ngày ngay.